# الهندوسية في سورينام

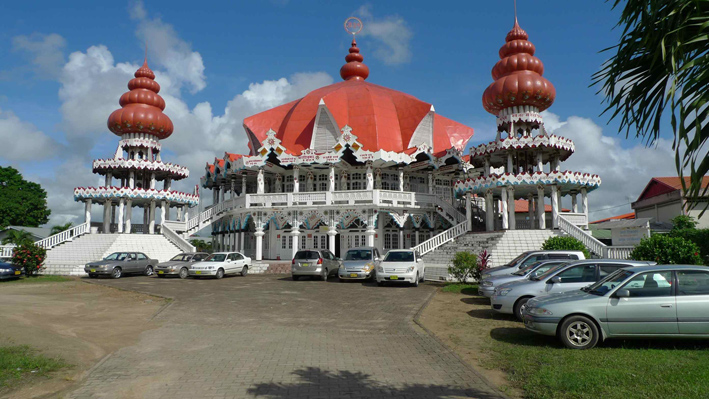
معبد آريا ديواكر الهندوسي في باراماريبو

الهندوسية هي ثاني أكبر ديانة في سورينام. وفقاً لتعداد عام 2012 لِسورينام، يشكل الهندوس 22.3% من السكان. سورينام لديها ثاني أكبر نسبة من الهندوس في نصف الكرة الغربي، بعد غيانا (24.8%). سورينام أيضاً هي البلد الوحيد في أمريكا الجنوبية مع تزايد عدد السكان الهندوس، سواء من حيث النسبة المئوية أو من حيث القيمة المطلقة.

## التاريخ
قصة الهندوسية في سورينام موازية على نطاق واسع لأنه في غيانا. تم إرسال العمال الهنود المتعاقدين إلى مستعمرة غيانا الهولندية بترتيب خاص بين الهولنديين والبريطانيين. الفرق هو أن سياسة هولندا الأكثر ليبرالية تجاه الهندوسية سمحت لتطور ثقافة أقوى. ومن الأمثلة على ذلك عدم وجود نظام الطبقات الجامدة والقراءة شبه العالمية لغيتا و‌رامايانا. السلطات الاستعمارية في غيانا الهولندية لم تفرض قيوداً كبيرة على الممارسات الثقافية والدينية لعمالهم بالسخرة. ونتيجة لذلك، كان لدى الهندوسية معدل احتفاظ أقوى بين أتباعها، والذين نشأ معظمهم في تقاليد بهاكتي. في عام 1930 تم الاعتراف بآريا ديواكر كرابطة ثقافية من قبل السلطات الهولندية الاستعمارية في غيانا.

## التركيبة السكانية

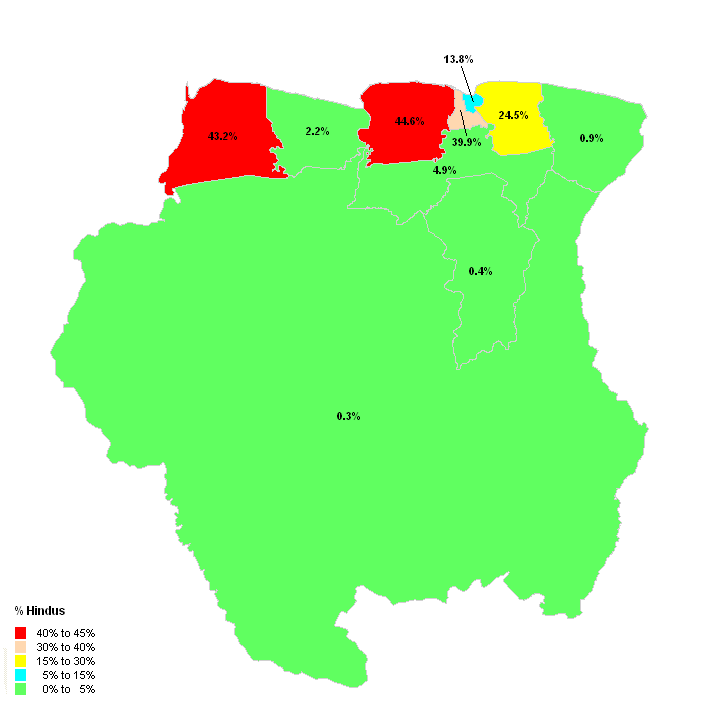
توزيع الهندوس حسب المقاطعة في سورينام

| منطقة            | نسبة الهندوس |
| ---------------- | ------------ |
| سارامكا          | %44.6        |
| نيكيري           | %43.2        |
| وانيكا           | %39.9        |
| مقاطعة كوميويجني | %24.5        |
| باراماريبو       | %13.8        |
| بارا             | %4.9         |
| كوروني           | %2.2         |
| ماروويجني        | %0.9         |
| بروكوبوندو       | %0.4         |
| سيباليويني       | %0.3         |

## الطوائف الهندوسية
وفقاً لتعداد عام 2012، فإن نسبة 18% من السوريناميين هم من طائفة ساناتان الهندوسية، ونسبة 3.1% من آرياساماي، أمَّا نسبة 1.2% المتبقية فينتمون لطوائف هندوسية أخرى.
و‌لحركة هاري كريشنا أيضاً وجود في سورينام. كان أول محبي هاري كريشنا هم المصلين الذين قدِموا إلى البلاد من غيانا خلال أوائل ثمانينيات القرن العشرين. تم تأسيس المركز الأول التابع للحركة منذ حوالي عقدين من الزمن، والآن يوجد مركز الوعظ النابض بالحياة في نيو نيكيري وهي ثاني كبرى مدن البلاد.

## المجتمع المعاصر

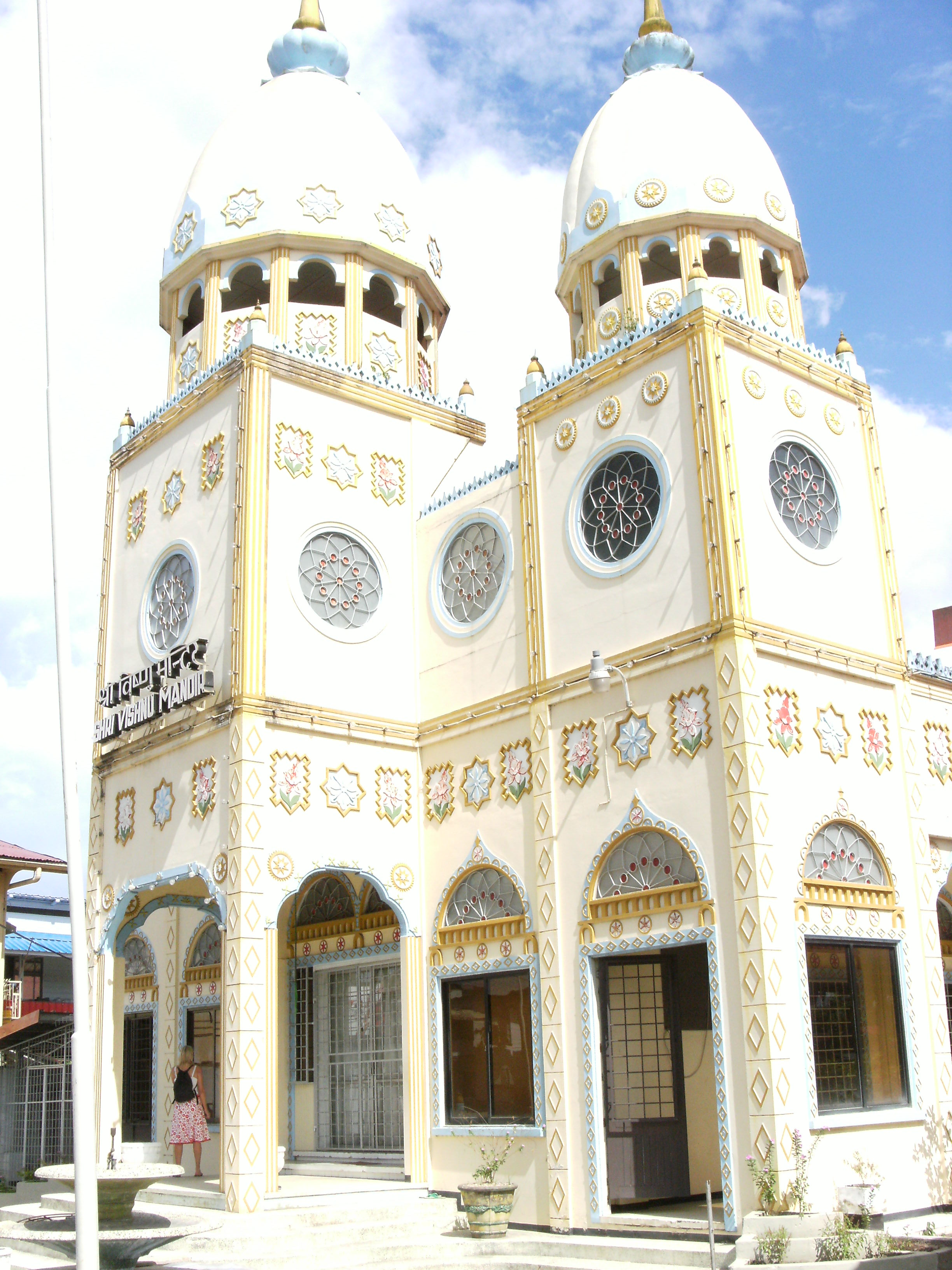
شري فيشنو ماندير، باراماريبو

### اللغة
وعلى النقيض من الهندوس المجاورين الذين يتحدثون الإنجليزية، فإن معظم السوريناميين الهندوس يتحدثون اللغة السارنامية الهندية، وهي لهجة من البوجبورية. ويرجع ذلك إلى حد كبير إلى حقيقة أن الهولنديين لم يُجبروا سكان الهند - كاريبي على ترك لغاتهم الأصلية، على عكس المستعمرات البريطانية مثل ترينيداد و‌غيانا، حيث فرضت اللغة الإنجليزية كوسيلة لمحاولة محو التقاليد الثقافية والدينية.

### المهرجانات
ديبافالي و‌هولي هما عطلتان رسميتان في سورينام.